# 恩古特吉納
恩古特吉納（法語：N'Goutjina），是馬里的城鎮，位於該國南部，由錫卡索區的庫蒂亞拉省負責管轄，面積236平方公里，海拔高度318米，2009年人口7,274，人口密度每平方公里31人。